# Coen Janssen
Coen Janssen (* 2. dubna 1981, Oss, Nizozemsko) je nizozemský klávesista a člen hudební skupiny Epica, se kterou vystupuje od jejího založení v roce 2002. Na klavír začal hrát v osmi letech a po střední škole se začal tomuto nástroji naplno věnovat. Vystudoval hudební konzervatoř v Rotterdamu.
V roce 2010 se z rodinných důvodů nemohl zúčastnit koncertního turné v Severní Americe. Vystoupení za něj odehrál Oliver Palotai, klávesista skupiny Kamelot. O pět let později byla jeho ženě diagnostikována rakovina a Janssen se proto nezúčastnil dalšího koncertního turné v Severní Americe na podzim 2015.